# Jules Coelaert
Jules Coelaert, né le 18 février 1911 à Lodelinsart et mort le 13 décembre 1996 à Charleroi, est un coureur cycliste belge, professionnel de 1934 à 1939.

## Biographie
Il est le père de Christian Coelaert et le frère de Gustave Coelaert, tous deux coureurs cyclistes également.

## Palmarès
- 1934
  - 2e de Bruxelles-Luxembourg-Mondorf
- 1936
  - 2e du Circuit du Pas-de-Calais
  - 3e de Paris-Tours
- 1937
  - Paris-Belfort